# کاربیس ایستانبول‌اوغلو
کاربیس ایستانبول‌اوغلو (انگلیسی: Garbis İstanbulluoğlu؛ با نام اصلی کاربیس ایستانبولیان انگلیسی: Garbis İstanbulyan؛ ۲۴ فوریهٔ ۱۹۲۷ – ۱۷ فوریهٔ ۱۹۹۴) بازیکن فوتبال در پست مهاجم ارمنی‌تبار اهل ترکیه بود.

## باشگاهی
وی در تیم‌های «وفا»، «کادیرگاسپور» و «تقسیم» بازی کرد.

## تیم ملی
وی همچنین در تیم ملی فوتبال ترکیه بازی کرده است. ایستانبول‌اوغلو اوغلو نخستین بازی ملی خویش را که یک بازی دوستانه بود در آنکارا در تاریخ ۱ ژوئن ۱۹۵۲ مقابل تیم ملی فوتبال سوئیس انجام داد.

## درگذشت
وی در ۱۷ فوریه ۱۹۹۴ در سن ۶۶ سالگی درگذشت و در گورستان ارامنه شیشلی به خاک سپرده شد.